# Автопортрет із дружиною
«Автопортрет із дружиною» (пол. Autoportret z żoną) — картина польського художника Станіслава Виспянського, виконана в техніці пастелі в 1904 році. Знаходиться в колекції Національного музею в Кракові та експонується в Музеї Станіслава Виспянського. У літературі ця картина вважається єдиним автопортретом художника, на якому видно другу особу.

## Історія
Картина була створена через чотири роки після весілля Виспянських, яке відбулося 18 вересня 1900 року в Кракові. Станіслав Виспянський зобразив на ній себе та свою дружину Теодору Теофілу Виспянську. У 1906 році картину придбав Фелікс Ясенський, який у 1920 році подарував її Національному музею у Кракові.

## Опис
Картина є подвійним портретом подружжя Виспянських. Теофіла Виспянська знаходиться ліворуч від поля картини, одразу за чоловіком. Вона характеризується великими блакитними очима, повними губами та широким носом. Жінка одягнена у барвисте вбрання з візерунками та червону хустку. Шию прикрашає червоне намисто, на якому дослідники помітили медальйон із зображенням Діви Марії. У літературі цей костюм ідентифікують як краківський. Станіслав Виспянський займає праву частину картини, поруч із дружиною. Чоловік повернутий обличчям на ¾ праворуч. Він характеризується великими блакитними очима, щетиною та рідким волоссям, зачесаним на лобі. Він одягнений у білу сорочку та світло-коричневу овечу жилетку (сердак) з чорним хутряним коміром. Подружжя зображено на нейтральному тлі, що було поширеним композиційним елементом у портретах художника.